# آنیتا کنتر
آنیتا کنتر (انگلیسی: Anita Kanter؛ زادهٔ ۱۹۳۳) بازیکن سابق تنیس اهل ایالات متحده آمریکا است که در دهه ۱۹۵۰ میلادی بازی می‌کرد.